# جولييت سيمونز
جولييت سيمونز (بالإنجليزية: Juliet Simmons)‏ هي يوتيوبية وممثلة أمريكية، ولدت في 22 يناير 1995 في تكساس في الولايات المتحدة.

## وصلات خارجية
- الموقع الرسمي
- جولييت سيمونز على موقع IMDb (الإنجليزية)
- جولييت سيمونز على موقع ميتاكريتيك (الإنجليزية)
- جولييت سيمونز على موقع روتن توميتوز (الإنجليزية)
- جولييت سيمونز على موقع ميوزك برينز (الإنجليزية)
- جولييت سيمونز على موقع أول موفي (الإنجليزية)
- جولييت سيمونز على موقع قاعدة بيانات الفيلم (الإنجليزية)
- جولييت سيمونز على موقع ليتربوكسد (الإنجليزية)
- جولييت سيمونز على موقع كينوبويسك (الروسية)
- جولييت سيمونز على موقع ANN person (الإنجليزية)